# Orthotrichum pycnophyllum
Orthotrichum pycnophyllum är en bladmossart som beskrevs av W. P. Schimper in C. Müller 1849. Orthotrichum pycnophyllum ingår i släktet hättemossor, och familjen Orthotrichaceae. Inga underarter finns listade i Catalogue of Life.